# Cápri (comuna)
Cápri (em italiano: Capri) é uma comuna italiana da região da Campânia, província de Nápoles, com cerca de 7.058 habitantes. Localiza-se na ilha de Cápri, no mar Tirreno. Estende-se por uma área de 3 km², tendo uma densidade populacional de 2353 hab/km².

## Demografia
| Variação demográfica do município entre 1861 e 2011                               |
|                                                                                   |
| Fonte: Istituto Nazionale di Statistica (ISTAT) - Elaboração gráfica da Wikipedia |